# Secrets of a Mother and Daughter
Secrets of a Mother and Daughter es un telefilme estadounidense de drama de 1983, dirigido por Gabrielle Beaumont, escrito por Laurian Leggett, musicalizado por John Rubinstein, en la fotografía estuvo Frank Stanley y los protagonistas son Katharine Ross, Linda Hamilton y Michael Nouri, entre otros. Este largometraje fue producido por The Shpetner Company y se estrenó el 4 de octubre de 1983.

## Sinopsis
Trata acerca de una mujer viuda y su hija, las cuales pelean por el mismo hombre, este es propietario de un restaurante en la costa oeste.